# Gouvernement Churchill III
Royaume-Uni
Attlee Eden
Le gouvernement Churchill (3) (en anglais : third Churchill Ministry est le 77e gouvernement du Royaume-Uni, qui débute le 26 octobre 1951 jusqu’au 5 avril 1955. Dirigé par le Premier Ministre Winston Churchill, qui fut déjà à cette responsabilité entre 1940 et 1945, lors d’un gouvernement d’unité nationale. Il succède au gouvernement Attlee, premier gouvernement majoritaire du Parti travailliste.

## Accès au pouvoir
Le gouvernement Churchill (3) est formé après la victoire du Parti conservateur aux élections générales britanniques de 1951, mettant fin à une période de six années au sein de l’opposition. Il dispose de 321 sièges, dont 302 du Parti conservateur, ainsi que 19 du Parti national-libéral, qui s’était allié avec les conservateurs.
Dans leur programme, Le Royaume-Uni fort et libre, les Conservateurs ont décidé de ne pas toucher aux mesures mises en place durant le gouvernement Attlee, comme la sécurité sociale ou le système de santé, mais se sont engagés à ne pas nationaliser de nouvelles entreprises et ont attaqué le Labour pour une sortie trop lente de l’économie de guerre.

## Membres

### Cabinet initial

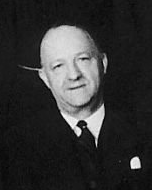
Rab Butler, Chancelier de l’Échiquier de 1951 à 1955
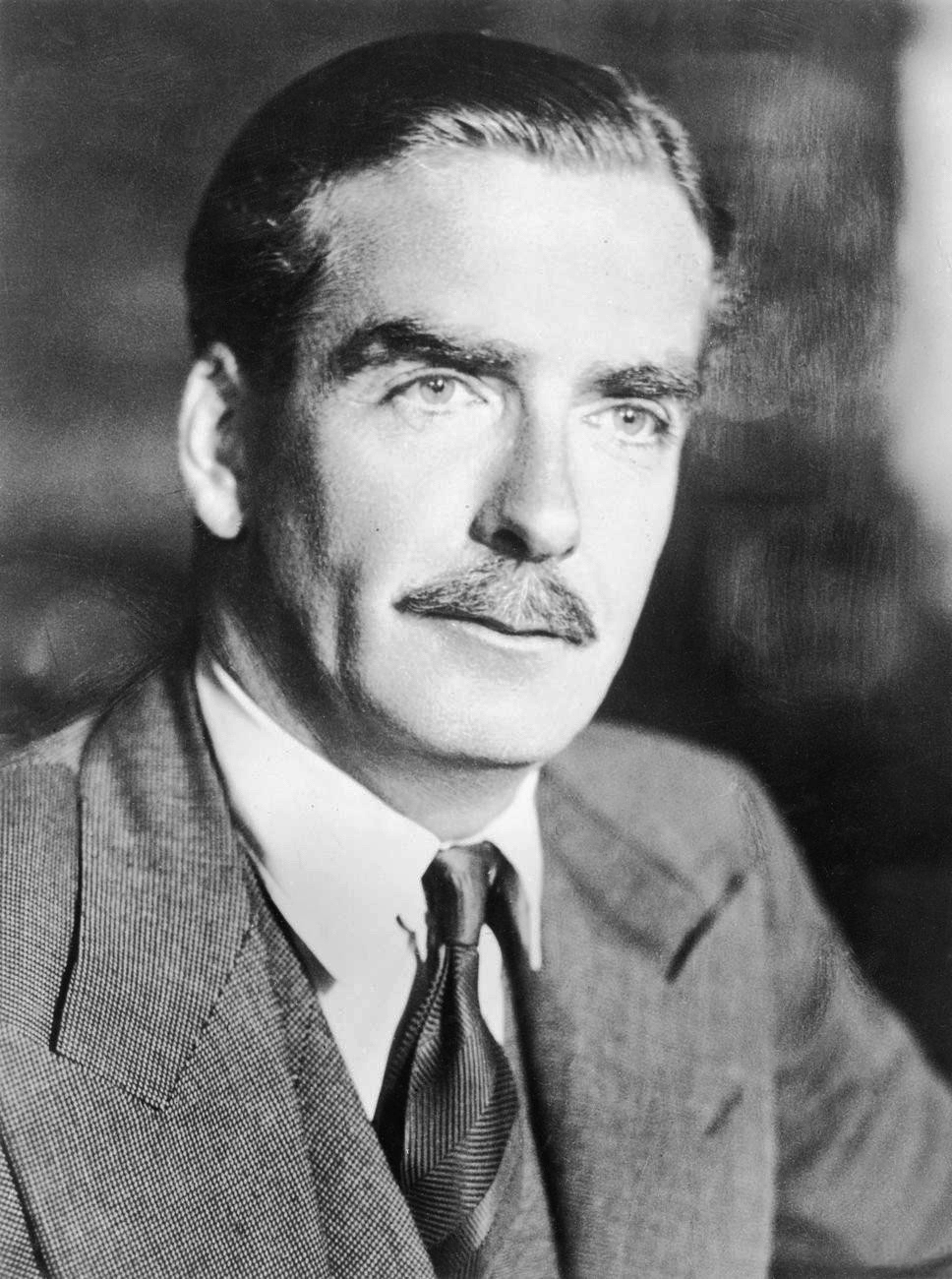
Anthony Eden, Secrétaire d’État aux Affaires Étrangères de 1951 à 1955
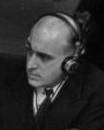
David Maxwell Fyfe, Secrétaire d’État à l’Intérieur

| Fonction                                                               | Titulaire | Titulaire                                       | Parti        |
| ---------------------------------------------------------------------- | --------- | ----------------------------------------------- | ------------ |
| Premier ministre Premier lord du Trésor Secrétaire d’État à la Défense |           | Winston Churchill                               | Conservateur |
| Lord grand chancelier                                                  |           | Gavin Simonds (1er vicomte Simonds)             | Conservateur |
| Lord président du Conseil Leader de la Chambre des Communes            |           | Frederick Marquis (1er comte de Woolton)        | Conservateur |
| Lord du sceau privé Leader de la Chambre des Lords                     |           | Robert Gascoyne-Cecil (5e marquis de Salisbury) | Conservateur |
| Chancelier de l’Échiquier                                              |           | Rab Butler                                      | Conservateur |
| Secrétaire d’État aux Affaires étrangères                              |           | Anthony Eden                                    | Conservateur |
| Secrétaire d’État à l’Intérieur Secrétaire aux affaires galloises      |           | David Maxwell Fyfe                              | Conservateur |
| Secrétaire d’État aux Colonies                                         |           | Oliver Lyttelton                                | Conservateur |
| Secrétaire d'État aux Relations du Commonwealth                        |           | Hastings Lionel Ismay                           | Conservateur |
| Ministre de l’Énergie                                                  |           | Frederick Leathers                              | Conservateur |
| Ministre de la Santé                                                   |           | Harry Crookshank                                | Conservateur |
| Ministre du Logement et du Gouvernement Local                          |           | Harold Macmillan                                | Conservateur |
| Secrétaire d'État à l'Emploi                                           |           | Walter Monckton                                 | Conservateur |
| Trésorier Général                                                      |           | Frederick Lindemann                             | Conservateur |
| Secrétaire d'État pour l'Écosse                                        |           | James Stuart                                    | Conservateur |

## Politique menée

### Affaires sociales et culturelles
Même si le programme de Churchill n’est pas axé sur la protection sociale, de nombreuses mesures sont prises par son gouvernement pour continuer les chantiers engagés par le gouvernement Attlee. Une des premières lois vise à indemniser des ouvriers touchés par la pneumonie, au travers du tout récent National Health Service.
La première réforme importante est la Miners’ Welfare Act 1952  qui entraîne des modifications majeures pour la sécurité sociale des mineurs. Cette réforme est le fruit d’un accord entre l’État et les syndicats de l’industrie minière, et vise à séparer la sécurité sociale des mineurs du reste des travailleurs.
Néanmoins, le National Health Service Act de 1952 vient introduire un reste à charge pour les soins médicaux, fut largement critiqué par l’opposition travailliste, et notamment par le créateur du NHS, Nye Bevan, qui dénonce alors la «mort de la santé gratuite» . D’autre part, le gouvernement engage une revalorisation des pensions de retraite, notamment celles des vétérans, comme promis dans le programme des conservateurs, ainsi que des allocations familiales pour relancer la natalité d’après-guerre.

### Affaires Économiques
Au-delà des travaux publics engagés pour relancer l’activité économique après la Seconde guerre mondiale, ainsi que de la revalorisation des salaires des officiers de justice en 1952, la principale politique économique du gouvernement conservateur est d’empêcher la nationalisation de nouvelles entreprises, critique principale du gouvernement Attlee durant les six années passées au sein de l’opposition.
C’est donc en mai 1953 que le gouvernement décide de revenir sur la nationalisation du secteur du fer et de l’acier, tout en créant une commission de contrôle pour surveiller que cette privatisation se passe sans problèmes. Cette privatisation durera jusqu’en 1967 où les travaillistes vont réengager un processus de nationalisation du secteur.